# Toulavý autobus (projekt)
Toulavý autobus je ochranářský projekt, nejvýznamnější součást ochranářských aktivit Zoo Praha v oblasti střední Afriky. Realizace započala v roce 2013 a navazuje na dřívější ochranářské aktivity pražské zoo ve střední Africe.

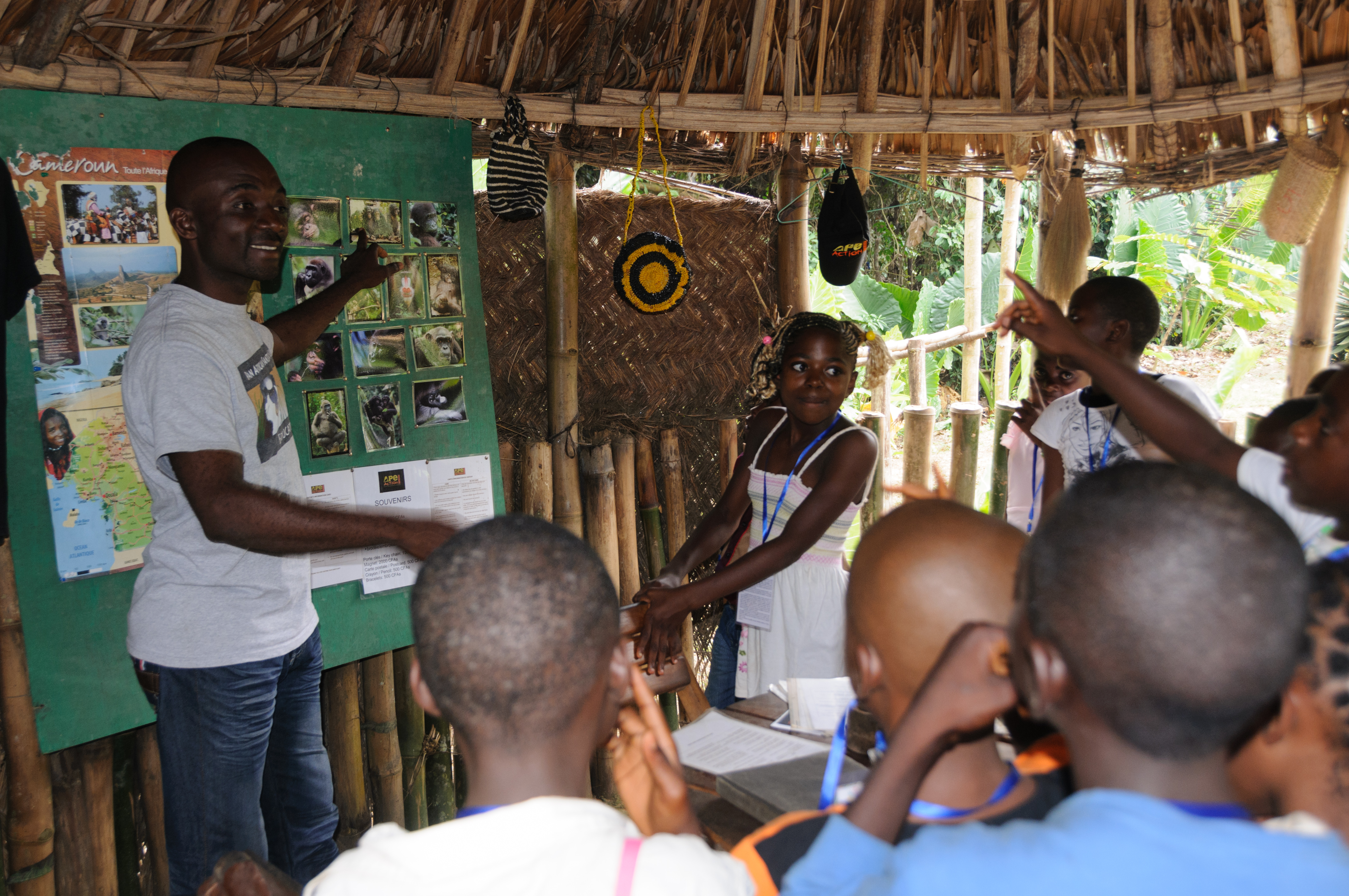

Jde o tzv. in-situ projekt, jehož cílem je převážet děti žijící v blízkosti kamerunské rezervace Dja do záchranných center a v nich provádět osvětové a vzdělávací aktivity.
Dětem – účastníkům jízd Toulavým autobusem a tedy i výukových programů v záchranných centrech s živými zvířaty jsou názorně popisovány rozdíly mezi gorilami a šimpanzi či to, že také gorily mají své rodiny, a podle toho je potřeba je vnímat a chránit. Mohou tak na ně získat nový pohled – jiný než takový, že se jedná jen o maso na talíř (tzv. bushmeat). Naopak jim je vštěpováno, že se jedná o nádherná zvířata, která si zaslouží přežít. Stejně tak přírodní prostředí je ukazováno jako neoddělitelná součást jejich života, které by si měli vážit jako svého velkého bohatství. Děti tak své prožitky předávají dál. To znamená, že gorily neloví a nejedí nejen ony samotné, ale ani jejich kamarádi a rodiny. Právě nadchnout místní africké obyvatelstvo pro ochranu přírody je cílem tohoto projektu, neboť se ukazuje, že to může být jednou z nejúčinnějších možností, jak uchovat přírodu i pro budoucí generace. Za posledních dvacet let totiž počty goril nížinných klesly o 60 % a v nejbližších desetiletích jim hrozí úplné vyhubení.

## Ohrožení přírody střední Afriky

### Kácení
Základní dlouholetou činností člověka, která ohrožuje přírodu střední Afriky, je ničení deštných pralesů. K jejich kácení dochází již desítky let. Ačkoliv se v současnosti již uplatňuje výběrová těžba a další ochranné mechanismy, úbytek lesů stále pokračuje. Velkým rizikem je však nejen samotné kácení, ale též stavba silnic, které rozdělují kompaktní území do dílčích ostrůvků zbytků přírody. Tím dochází k degradaci biologicky značně bohatého území, v němž žije mnoho druhů živočichů včetně goril. Tropické lesy zároveň zadržují velké množství oxidu uhličitého a hrají nezastupitelnou roli jako místa zadržující vodu.

### Bushmeat
Problémem je však nejen kácení pralesů, ale také spotřeba tzv. bushmeatu, tedy masa z lesa na talíři. To je součástí jídelníčku místních a především obchodním artiklem. Lov je sice povolen pouze v případě běžných druhů a pro osobní spotřebu, ale reálně se loví prakticky vše a ve velkém. Počet obyvatel Afriky roste, dostupnost pralesů se zvyšuje, tlak na přírodu sílí. Ročně jsou tak zkonzumovány i tisíce goril. Poptávka po tzv. bushmeatu je vysoká, policie je často zkorumpovaná. Usměrňování pytlačení pomocí podpory strážců pralesa je proto velmi žádoucí. Probíhá také díky Zoo Praha, a to již delší dobu. Skupina tzv. Ecoguards čítá 75 mužů a má za úkol chránit rozsáhlé území rezervace o ploše větší než 800 000 hektarů, tedy řádově plošně srovnatelné s Jihomoravským krajem.
Alternativou klasického bushmeatu, který obsahuje také primáty jako mandrily či gorily, se ukazuje být chov řekomyší. Jejich maso je mezi místními oblíbené (také je částečně obsaženo v bushmeatu), ale zároveň je chován na farmách a tento chov je velmi dobře zvládnutý tak, že neohrožuje přírodní prostředí. Chov řekomyší pod hlavičkou aktivit Zoo Praha začal v roce 2014.

### Možná ochranářská řešení
- existence sítě dostatečně velkých chráněných území
- kvalitní zákony a schopnost jejich vymáhání
- získání místního obyvatelstva pro ochranu přírody
- nabídka alternativních zdrojů obživy

## Předcházející podpora Zoo Praha ve střední Africe

### Záchrana goril v Národním parku Kahuzi Biega, Demokratická republika Kongo
Projekt cílící na opětovné zajištění dohledu a monitoringu populace goril východních v národním parku Kahuzi Biega. Tento region byl totiž vážně poškozen vojenskými konflikty, a populace goril tu tak utrpěla zásadní početní ztráty, vůbec největší ze všech lokalit výskytu. Kvůli konfliktu byla správa a ochrana národního parku znemožněna na více než deset let. Podpora mezinárodně zaštítěného projektu Konžského institutu pro ochranu přírody probíhala v letech 2009 a 2010.

### Podpora záchranné stanice pro primáty v Limbe, Kamerun
Limbe Wildlife Center je záchranné zoologické zařízení zaměřené na primáty. Nachází se na západě Kamerunu a vzniklo roku 1994 na základech dřívější nevhodně vedené zoologické zahrady. Postaralo se o to tamní ministerstvo životního prostředí ve spolupráci s nevládní organizací Pandrillus. V současnosti jsou v areálu chováni paviáni, kočkodani, mandrilové, šimpanzi a gorily. Dostávají se sem jako sirotci, kteří byli zabaveni pytlákům a překupníkům. Zvířata mají za sebou pohnuté osudy. Zároveň se zaměstnanci centra věnují vzdělávacím a osvětovým aktivitám přímo ve stanici i na školách v Limbe a okolí. Proto je chod areálu podporován Zoo Praha, a to již od dob projektu Odhalení. Ve spolupráci s touto záchrannou stanicí také distribuovala Zoo Praha do školních zařízení gorilí pohádky, které mají vytvářet pozitivní vztah dětí ke gorilám i přírodě. Zoo Praha zároveň poskytla např. veterinární potřeby. V současnosti jde o jedno ze dvou míst osvětových cest tzv. Toulavého autobusu.

### Knihy o gorilách

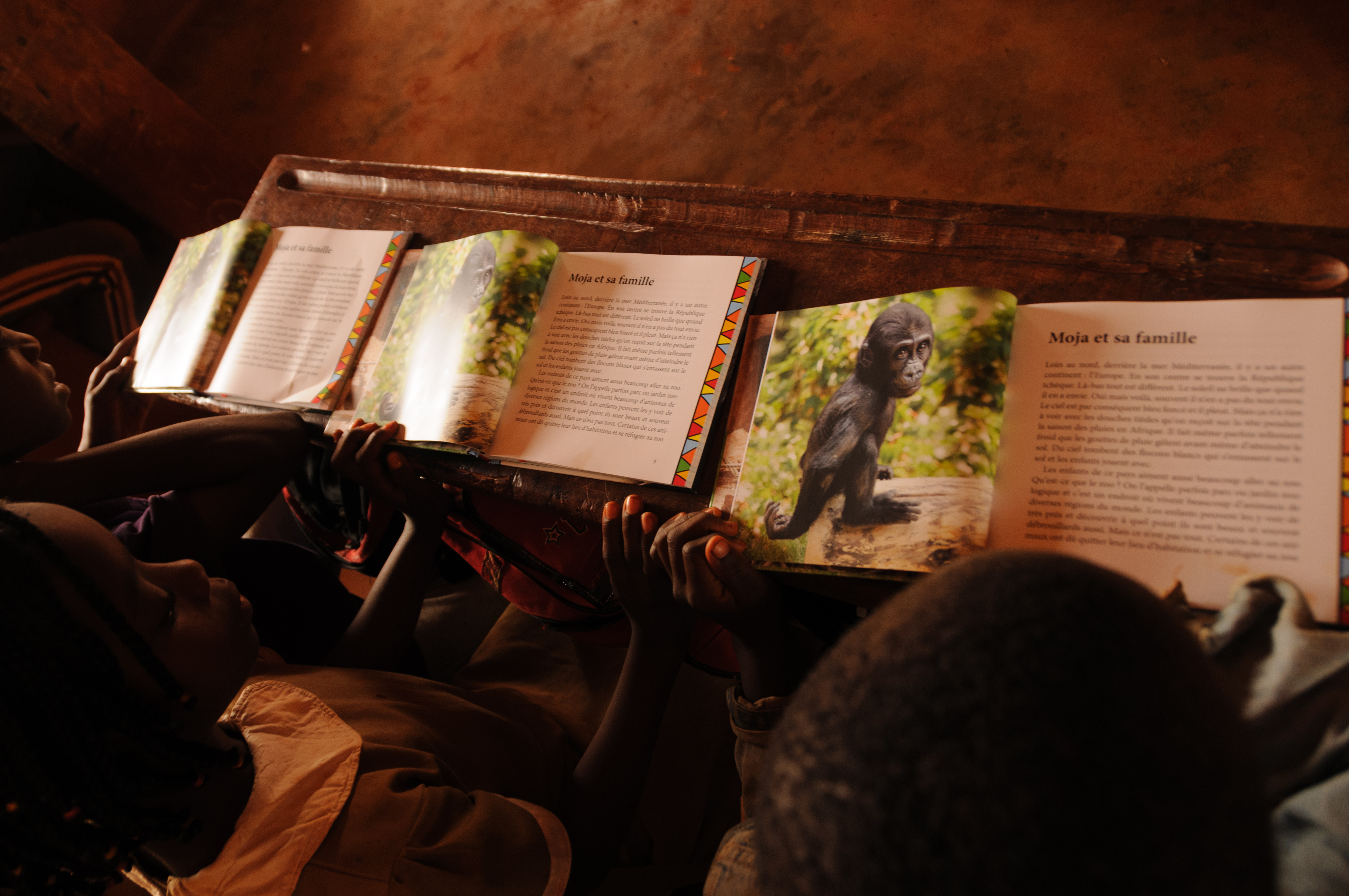

První v Česku narozená gorila Moja (*2004) a další členové její rodiny se stali nejen oblíbenci návštěvníků pražské zoo, ale také hrdiny několik titulů. Pohádky vznikaly nejprve pro potřeby projektu Odhalení. Později vyšly souhrnně pod názvy Moja, Tatu a tiplíci a Moja a páv v knižní i audio (na CD) podobě, o níž se zasloužila zpěvačka Lucie Bílá. Výtěžek z prodeje putoval na podporu ochranářských aktivit ve střední Africe. Pohádkové příběhy a další materiály (např. omalovánky) byly vydány také pro africké děti. Jen v Kamerunu šlo původně o dva tisíce kusů anglického a dva tisíce francouzského vydání. Tisíce dětí se tak mj. dozvěděly, že i gorila může dostat jméno. Také pro kamerunské posluchače vznikla zvuková rozhlasová adaptace. Poptávka po dalším vydání přiměla Zoo Praha v roce 2010 k druhému vydání, které bylo vydáno ve francouzštině a to v nákladu patnáct tisíc výtisků. V průběhu roku 2011 došlo k distribuci do škol v Kamerunu, Středoafrické republice, Gabonu a Demokratické republice Kongo. Později byla kniha vydána i v dialektu badjoué jazyka koonzime. Vybrané území odpovídá výskytu goril nížinných. V roce 2012 navázala na úspěch knížek distribuce deseti tisíc kusů omalovánek společně se sadou pastelek.

### Podpora strážců
Jednou z významných možností pomoci je podpora strážců přírodních rezervací a národních parků. Hrají stěžejní roli v boji proti pytláctví a ilegální těžbě dřeva. Bohužel však často nemají potřebné vybavení. Od roku 2010 jim proto v biosférické rezervaci Dja v Kamerunu financuje potřebné boty, stany, vařiče i techniku jako fotoaparáty či komunikační prostředky jako satelitní telefony právě Zoo Praha, a to jako součást svých in-situ projektů. V roce 2013 směřovala finanční podpora také strážcům a dalším pracovníkům ve Středoafrické republice, konkrétně do národního parku Dzanga Ndoki.

#### Kampaň Přineste starý mobil
Při výrobě mobilních telefonů se používá tantal. Ten se získává z kobaltu, jehož těžba v Demokratické republice Kongo nabývá živelných rozměrů a je často nelegální. To negativně ovlivňuje životní prostředí jako celek a ohrožuje zde žijící gorily východní. Právě proto se v roce 2010 (v Roce goril) většina tradičních zoologických zahrad v Česku (včetně Zoo Praha) pustila do vybírání starých mobilů od návštěvníků, a to skrze akci „Přineste mobil, podpořte strážce pralesa“. Tyto telefony jsou následně recyklovány a společnost, která tuto recyklaci provádí, zároveň za každý takový kus vyplácí 10 Kč, které putují na ochranu přírody. Do počátku února 2018 bylo vybráno na 62 tisíc telefonů, čímž se získalo 620 tisíc korun, které podpořily strážce biosférické rezervace Dja.

## Vlastní projekt Toulavý autobus

### Průběh projektu
2010 podepsal ředitel Zoo Praha Miroslav Bobek s kamerunskými úřady deklaraci o spolupráci při ochraně rezervace Dja.
Roku 2011 se podařilo získat pětiletý kontrakt na bezplatné užívání výzkumné stanice v Somalomo – vstupní bráně do biosférické rezervace Dja. Po přečtení gorilích příběhů (pohádek) se zvedl zájem dětí o to, aby gorily mohli spatřit naživo. Snahou vyhovět školákům a ještě více podpořit pozitivní vztah s gorilami byl inspirací pro vznik projektu Toulavý autobus. Je pracováno s myšlenkou převozu dětí z oblasti biosférické rezervace Dja do míst, kde se nacházejí záchranná centra s gorilami a dalšími primáty (původně Limbe a Méfou, 2018 Méfou a Mvogt-Betsi). Záměr se setkal v Kamerunu s velmi pozitivní reakcí. Dokladem toho se stala možnost bezplatného užívání části základny v obci Somalomo, která je využívána pro administraci i ubytování.
Kromě dlouhých jednání i potřebě fyzického přesunu autobusu bylo nutné přesvědčit místní obyvatelstvo. Pomohly tomu i fotbalové zápasy místních týmů s Karlem Poborským. 
První jízda Toulavého autobusu proběhla v lednu 2013 a informovala o ní mnohá média. V březnu 2014 získal projekt prestižní záštitu Světové asociace zoologických zahrad a akvárií (WAZA).
V srpnu 2017 došlo k ulomení předního kola a dočasným problémům, které se ale podařily vyřešit. V roce 2017 se uskutečnily jízdy v období od 21. února do 28. září  zajistily terénní vzdělání a poznání zejména dětem z východní oblasti rezervace (okres Lomié). Celkem bylo přepraveno 173 dětí ze škol ve zmíněném okrese a dále 9 strážců a 8 rodičů. 
V průběhu prvních pěti let projektu tak bylo přepraveno přes devět set školáků, a to v rámci 51 jízd. Vlastním Toulavým autobusem byl v průběhu těchto pěti let (2013–2017) autobus, který dříve sloužil k přepravě žákyň dívčí školy v Saúdské Arábii. 28. září 2018 byl v rámci Výroční slavnosti Zoo Praha představen i za účasti Karla Poborského nový autobus, který svou první jízdu uskutečnil 15. září 2018.  Nákup autobusu byl financován na základě dohody s Magistrátem hl. města Prahy jakožto zřizovatelem zoo.

Oficiální první jízda nového autobusu však proběhla až na začátku února 2019. Trasa autobusu nově vede do Kabilonu, kde se děti dostávají na naučnou stezku, která představuje také rostliny tropického deštného lesa. Součástí akce je též ukázka šetrného pěstování kakaovníku a rovněž návštěva záchranné stanice v Méfou s gorilami.

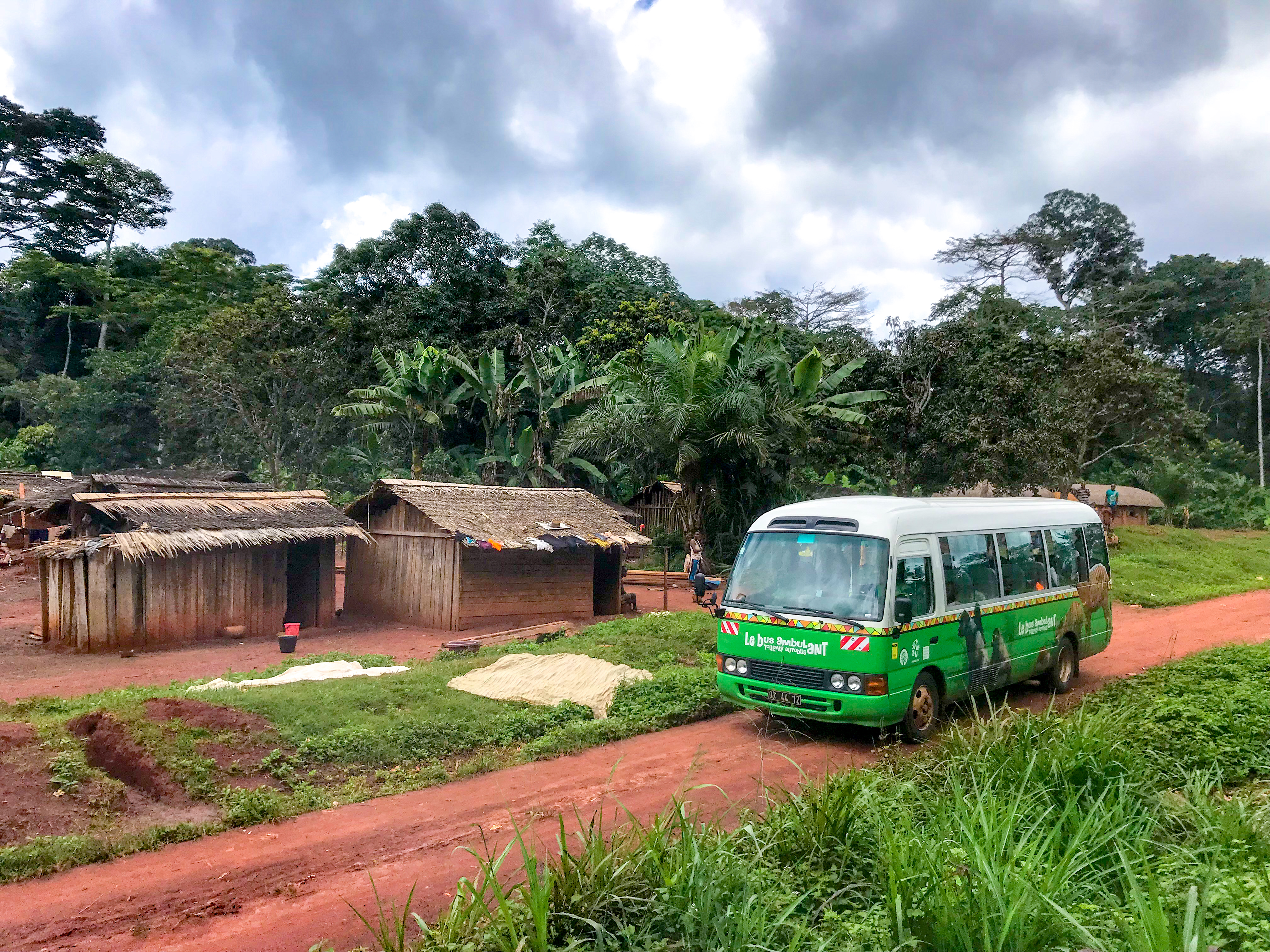
2018: Nový autobus
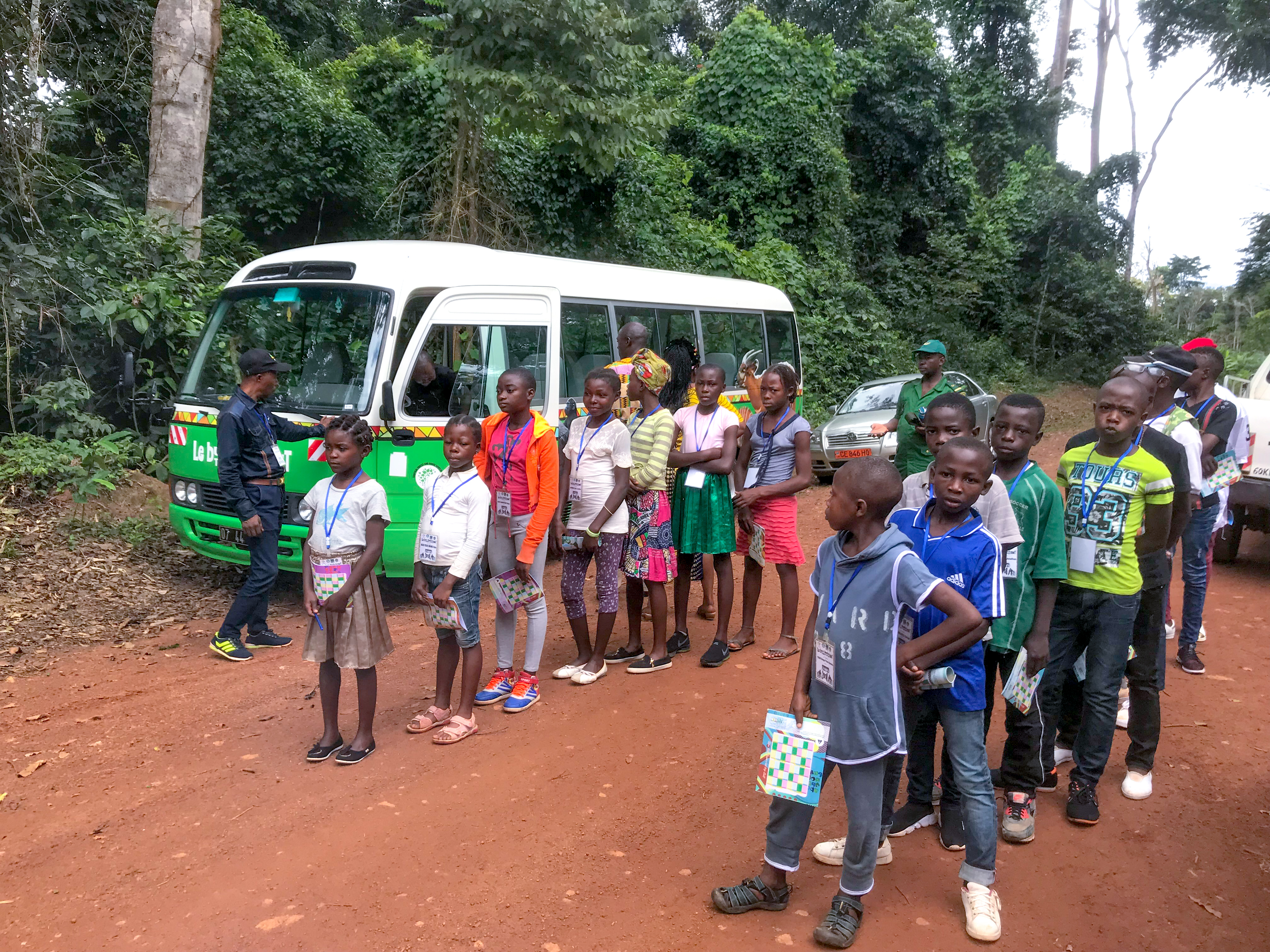
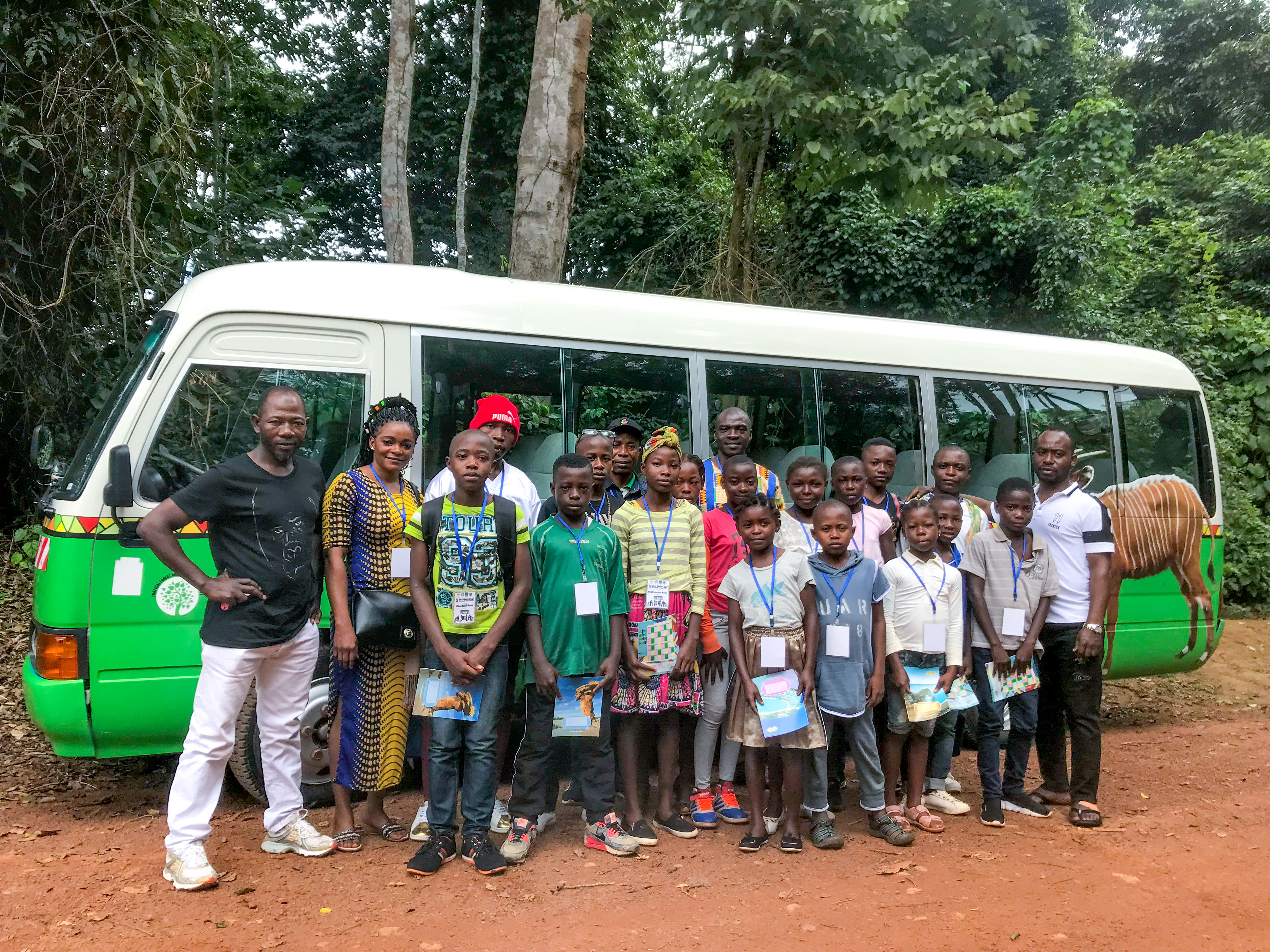
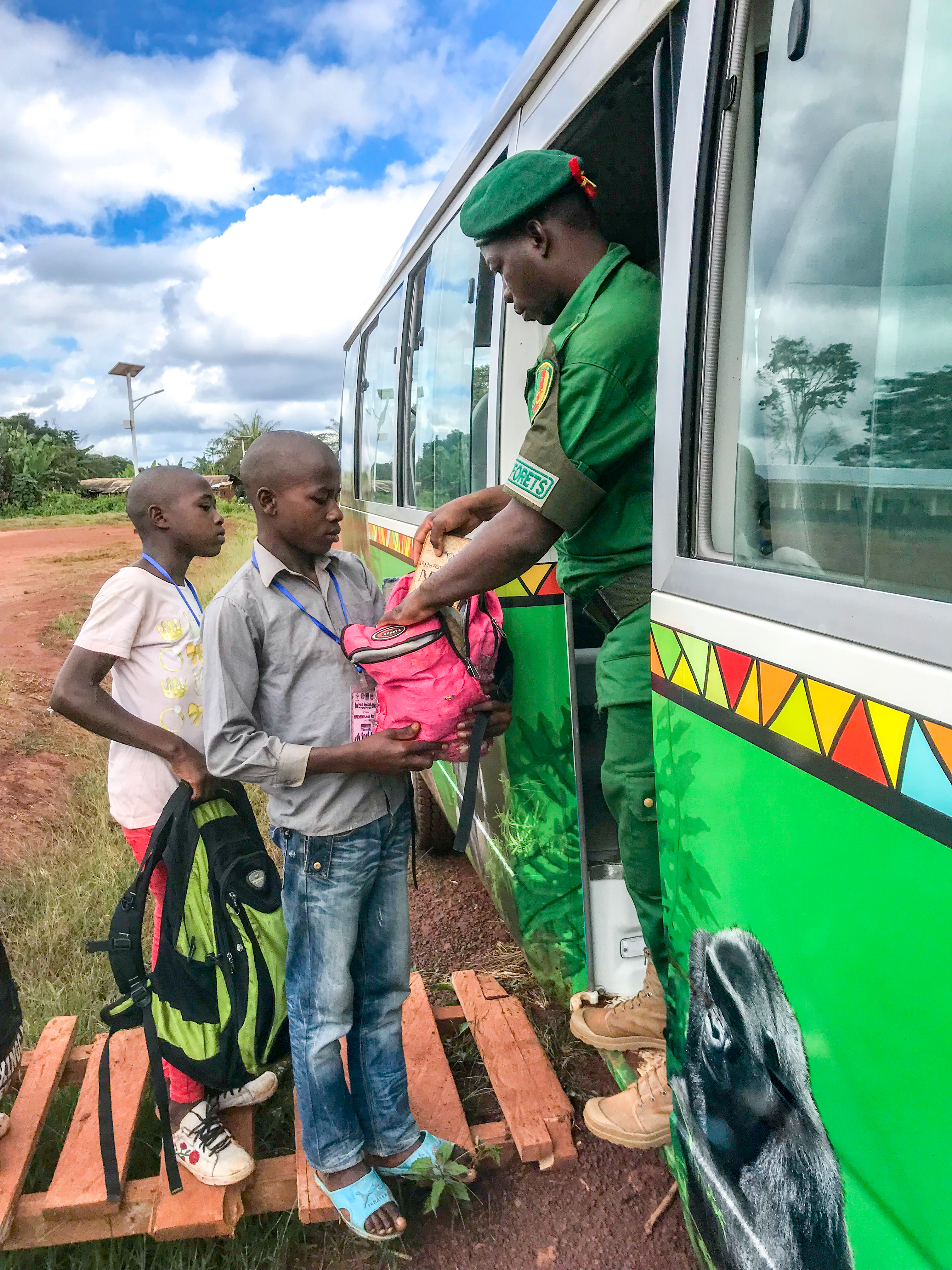
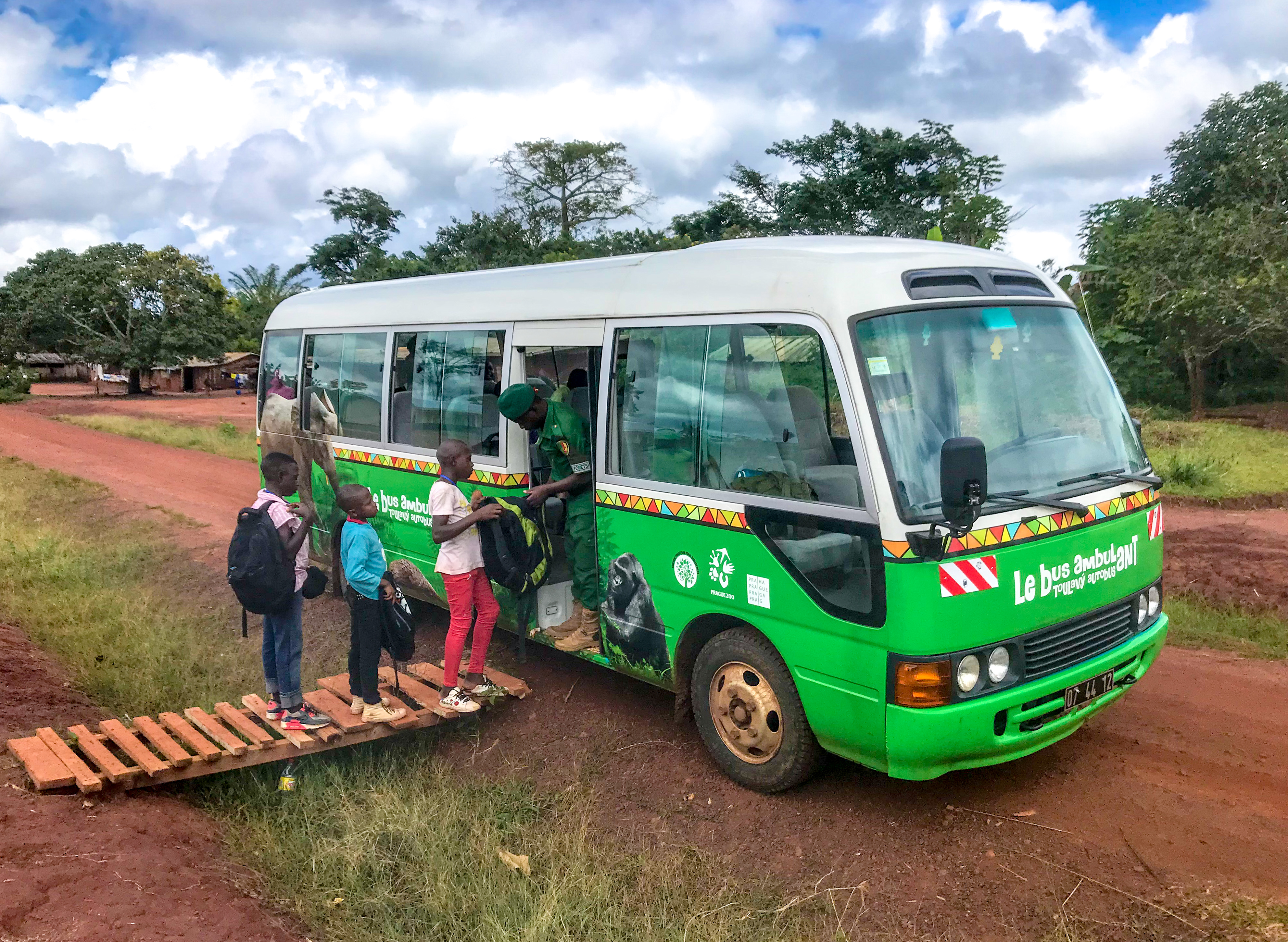

### Patronace
Patronem projektu je fotbalista Karel Poborský. Ten se také zúčastnil první jízdy autobusu v lednu 2013. Fotbal patří v Africe mezi velmi populární sporty a přítomnost hráče, kterého znají a obdivují i místní, přispěla k dobrému přijetí projektu. Byl i u představení nového autobusu v září 2018.

### Výzkum
Etnozoologický výzkum se snaží zjistit postoje obyvatel žijících u biosférické rezervace Dja v Kamerunu k jednotlivým druhům zvířat, tj. jak je mají oblíbené a jak jim chutnají. Výsledky výzkumu pod vedením doc. Frynty z Přírodovědecké fakulty UK přinesly zjištění, že celkově se nejvíce líbí luskouni, levharti, ženetky a cibetky. Tradičním lovcům Baka se líbí rovněž gorily. Na rozdíl od zemědělského kmene Bantu je neloví. U příslušníků kmene Baka byla zjištěna souvislost mezi vnímáním krásy a chutností daného zvířete. Výjimku tvoří šimpanzi a gorily, jejichž maso není považováno za chutné, ale jako takoví patří mezi krásné druhy. Zemědělci Bantu berou gorilu za chutnou, avšak nepříliš krásnou, což znamená riziko pro budoucí osud tohoto druhu.

### Rose už nejí gorily
V roce 2015 vznikl půlhodinový dokumentární film Rose už nejí gorily, který mapuje snahy Zoo Praha v oblasti ochrany goril a dalších zvířat v Kamerunu. Zachycena je situace po roce projektu Toulavý autobus, jenž cílí na děti i jejich rodiče ve snaze předat myšlenku, že gorily si zaslouží ochranu. Část záběrů snímku byla pořízena samotnými školáky, zejména v té době jedenáctiletou Rose Mandengovou, která vyrůstá s rodiči a devíti sourozenci a ve filmu popisuje své nové poznatky o gorilách a vztah k nim, který získala díky projektu Toulavý autobus. Komentář k filmu namluvil herec Miroslav Táborský.

## Zajímavosti
V prosinci 2017 se podnikatelská mise Ministerstva zahraničních věcí ČR setkala se zástupci projektu Toulavý autobus v Kamerunu.
3. března až 26. května se u vzdělávacího centra v Zoo Praha konala výstava velkoformátových fotografií týkající se projektu Toulavý autobus a první jízdy nového autobusu v únoru 2019. Od června 2019 je tato výstava k dispozici také ve webové verzi na webu Zoo Praha.
V lednu 2024 se narodilo první gorilí mládě v pavilonu Rezervace Dja v Zoo Praha a při výběru jména pro vnučku populární gorily Moji požádala pražská zoo o návrhy právě účastníky projektu Toulavý autobus. Ve dvou kolech hlasování českou veřejností zvítězilo jméno Mobi, které v místním dialektu znamená Dědička. Kmotrem se 10. února 2024 stal český youtuber Kovy.